# Casey megye
Casey megye az Amerikai Egyesült Államokban, azon belül Kentucky államban található. Megyeszékhelye és legnagyobb városa Liberty. Lakosainak száma 15 941 fő (2020. április 1.). Casey megye Boyle, Lincoln, Pulaski, Russell, Adair, Taylor és Marion megyékkel határos.

## Népesség
A megye népességének változása:
| Lakosok száma | 15 968 | 15 980 | 16 069 | 16 067 | 15 808 | 15 941 |
|               | 2010   | 2011   | 2012   | 2013   | 2015   | 2020   |